# Fujiwara no Morotada
Fujiwara no Morotada (藤原師尹, 920–969) est un homme d'État, courtisan et politique japonais de l'époque de Heian. Membre du clan Fujiwara, il est le plus jeune fils de Fujiwara no Tadahira. Ses deux frères sont Saneyori et Morosuke.
Il est ministre durant le règne de l'empereur reizei.
- 968 (Ère Kōhō 5, 12e mois) : Morotada est nommé udaijin[3].
- 969 (Ère Anna 2, 3e mois) : Morotada est élevé à la fonction de sadaijin à la cour impériale[4].
- 969 (Ère Anna 2, 10e mois) : Sadaijin Morotada meurt[5].

## Sources
- Francis Brinkley et Dairoku Kikuchi. (1915). A History of the Japanese People from the Earliest Times to the End of the Meiji Era. New York: Encyclopædia Britannica. OCLC 413099
- Isaac Titsingh (1834). Nihon ōdai ichiran; ou, Annales des empereurs du Japon.  Paris: Royal Asiatic Society, Oriental Translation Fund of Great Britain and Ireland. OCLC 5850691